# Lac Eildon
Le lac Eildon est un lac de barrage située sur la Goulburn au sud de l'État de Victoria en Australie. La zone qui l'entoure est protégé par le parc national du lac Eildon.